# Consulier GTP
La Consulier GTP è un'auto prodotta nel 1985 negli Stati Uniti da Mosler Automotive.
Fu la prima auto nella storia ad indossare un telaio in fibra di carbonio che però potesse andare su strada (la prima era una McLaren riservata alle corse) ed era l'auto più veloce che usasse un motore da 190 cavalli.
L'imprenditore Warren Mosler era così sicuro della sua auto da sfidare le altre case automobilistiche per un premio di 100.000 dollari a chi fosse riuscito a battere il record della sua macchina. 
La sua erede è la Mosler MT900 e la Mosler Raptor e la Intruder .

## Mosler Intruder
Nel 1993 le industrie Consulier sempre in collaborazione con Mosler fu lanciata la prima erede della Consulier GTP la Mosler Intruder che monta un V8 preso dalla Corvette LT1.

## Mosler Raptor
Nel 1997 le Intruder furono rinominate Raptor. Monta lo stesso motore della Intruder ma il transaxle è quello della Porsche 911 Turbo. Fu anche testata dalla rivista Car and Driver. È l'antenata principale della Mosler MT900